# 상급왕
상급왕(上級王 High king)은 황제라는 칭호 없이 다른 왕들보다 서열이 높은 왕이다. 유사한 칭호로 대왕과 왕중왕이 있다. 역사의 상급왕들은 보통 문화적으로 통일된 땅을 다스렸다; 따라서 높은 왕들은 문화적으로 다른 땅을 지배하는 황제들과, 하급자들이 더 적은 지위를 차지하는 봉건 군주들과 구별된다. 상급왕들은 선거를 통해 더 하위의 통치자들에 의해 선출될 수도 있고, 약한 왕국들을 정복함으로써 힘으로 권력을 잡을 수도 있다.

## 상급 왕권
역사와 문학에서 상급왕은 높은 수준의 문화적 통합과 함께 상급왕의 부하들이 스스로 왕을 칭할 수 있는 충분한 정치적 단편성이 있는 곳에서 발견될 수 있다. 이런 점에서 높은 왕권은 종종 문화적으로나 정치적으로 봉건 제국이나 종속 통치자가 더 낮은 칭호(예: 공작이나 백작)를 취하고 적어도 이론상으로는 주권자의 임명과 해임에 따라야 한다.
이 모델에서 상급왕은 예를 들어 선거나 족보적 우월성에 근거하여 개인 자격으로 왕 그룹 중에서 선출될 수 있다. 대안적으로 상급 왕권은 구성 왕국 중 하나의 왕권에 영구적으로 또는 한 왕국이 다른 왕국보다 우월함을 주장할 수 있을 때 부착될 수 있다. 다른 왕에 대한 상급왕의 권위는 일반적으로 제한적이며 일부 고위 왕권에서 그의 의무는 대체로 의식적이거나 통일된 명령 구조가 필요한 전쟁과 같은 경우로 제한된다.

## 같이 보기
- 대왕
- 왕중왕
- 황제